# Dame K'awiil Yopaat
 (juillet 2024).
Lady K'awiil Yopaat, morte en 774, est la reine régnante de la ville maya de Toniná entre 762 et 774.
Elle est la fille du roi K'inich Tuun Chapat, qu'elle succède en 762. Elle est monarque lorsque Toniná a vaincu la cité-état rivale de Palenque lors d'une guerre en 764.
Elle meurt en 774. Son fils, le roi K'inich Chapat, lui succède sur le trône.